# Kate Flannery
Kate Flannery (Filadelfia, 10 de junio de 1964) es una comediante y actriz de cine y televisión estadounidense. Es conocida por su participación en la serie de 2005 de NBC de The Office en su papel de Meredith Palmer.

## Biografía
Asistió a la Saint John Neumann School and Archbishop John Carroll High School en Radnor, Pennsylvania, para posteriormente graduarse de la Universidad de las Artes en Filadelfia. Ella es una de los siete hijos de una familia irlandesa-estadounidense.
Flannery es una de los dos miembros del elenco de The Office que es en realidad de Pennsylvania, donde se establece el programa. El otro es Zach Woods, quien interpreta al personaje de Gabe.
Fue miembro de The Second City's National Touring Company, es un miembro de Chicago's Annoyance Theater, donde creó más de 15 programas como The Miss Vagina Pageant y "The Real Live The Brady Bunch".
The Lampshades, su comedia improvisada con Scot Robinson, ha estado funcionando en Hollywood en iO WEST por más de cuatro años y fue visto en The Comedy Festival de Estados Unidos en Aspen, Colorado. The Lampshades due la revista "Pick Los Ángeles" para el año 2006 y fue declarado "Mejor Programa de Comedia de sábado del año" por L.A. Weekly.
Flannery fue Neely O'Hara en Off Broadway, Valley of the Dolls en el Círculo de la Plaza del Teatro en la ciudad de Nueva York y Los Ángeles. También en Los Ángeles, interpretó a la prostituta adolescente y su hermana de Blair en The Phacts of Life en el Teatro Renberg y en el de Lily Tomlin / Jane Wagner producción de Hildy, Hildy, Three Feet Under en The Evidence Room.
Ella es la directora musical del club de drama de Los Ángeles Drama Club, enseñando Shakespeare para niños y adultos jóvenes.

## Filmografía
1. Can't Stop Dancing (1999) - Tonia.
2. Trick (1999) - Escritora.
3. Amy Stiller's Breast (2002) - Reportera.
4. Life Without Dick (2002) - ?.
5. Carolina (2003) - Camarera.
6. The Heir Apparent (2005) - Heidi.
7. I'm Not Gay (2005) - Secretaria.
8. The Office (2005–2013) - Meredith.
9. Danny Roane: First Time Director (2006) - Marla.
10. Jesus People (2007) - Sharon Nyenhuis.
11. Wild Girls Gone (2007) - Círculo de Lectura #4.
12. Coco Lipshitz: Behind the Laughter (2009) - Reportera.
13. You (2009) - Chica del mostrador (Aerolínea).
14. Finger Babies (2010) - Maestra.
15. Wizards of Waverly Place (2010) - Elaine Finkle.
16. At The Devil's Door (2014) - .
17. Brookin Nine-Nine (2016) - Marge Bronigan

## Premios y nominaciones
| Año  | Premio         | Categoría                                   | Por        | Resultado | Ref.  |
| ---- | -------------- | ------------------------------------------- | ---------- | --------- | ----- |
| 2007 | Premios SAG    | Mejor reparto en serie de televisión cómica | The Office | Ganador   | [ 3 ] |
| 2008 | Premios SAG    | Mejor reparto en serie de televisión cómica | The Office | Ganador   | [ 3 ] |
| 2008 | TV Land Awards | Future Classic Award                        | The Office | Ganador   | [ 3 ] |
| 2009 | Premios SAG    | Mejor reparto en serie de televisión cómica | The Office | Nominado  | [ 3 ] |
| 2010 | Premios SAG    | Mejor reparto en serie de televisión cómica | The Office | Nominado  | [ 3 ] |
| 2011 | Premios SAG    | Mejor reparto en serie de televisión cómica | The Office | Nominado  | [ 3 ] |